# ایستگاه راه‌آهن کازانسکی
ایستگاه راه‌آهن کازانسکی (روسی: Каза́нский вокза́л) یک ایستگاه راه‌آهن در مسکو، روسیه است.
این ایستگاه که در سال ۱۸۶۴ تأسیس شده یکی از ۹ ایستگاه راه‌آهن در شهر مسکو است.

## مقصدهای بین‌المللی
- تاشکند
- بیشکک
- پتروپاول
- دوشنبه
- آستانه
- بالخاش
- قراغندی
- پاولودار
- ریدر
- کولاب

## نگارخانه

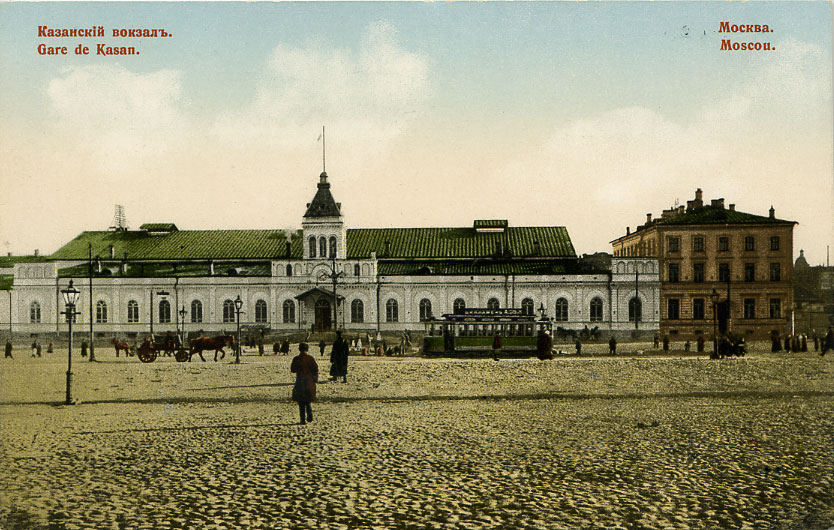
Historical view of the station (1913)
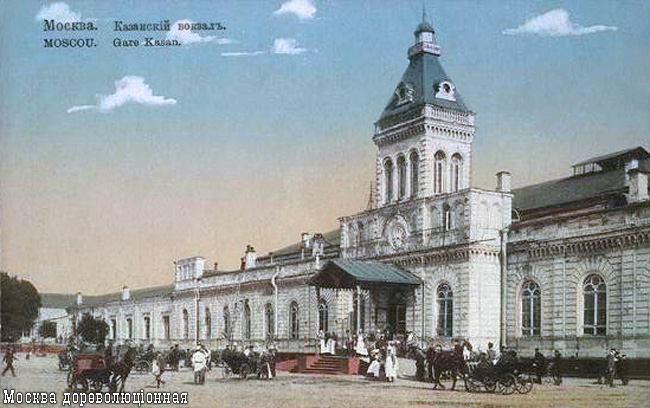
Historical view of the station (1913)
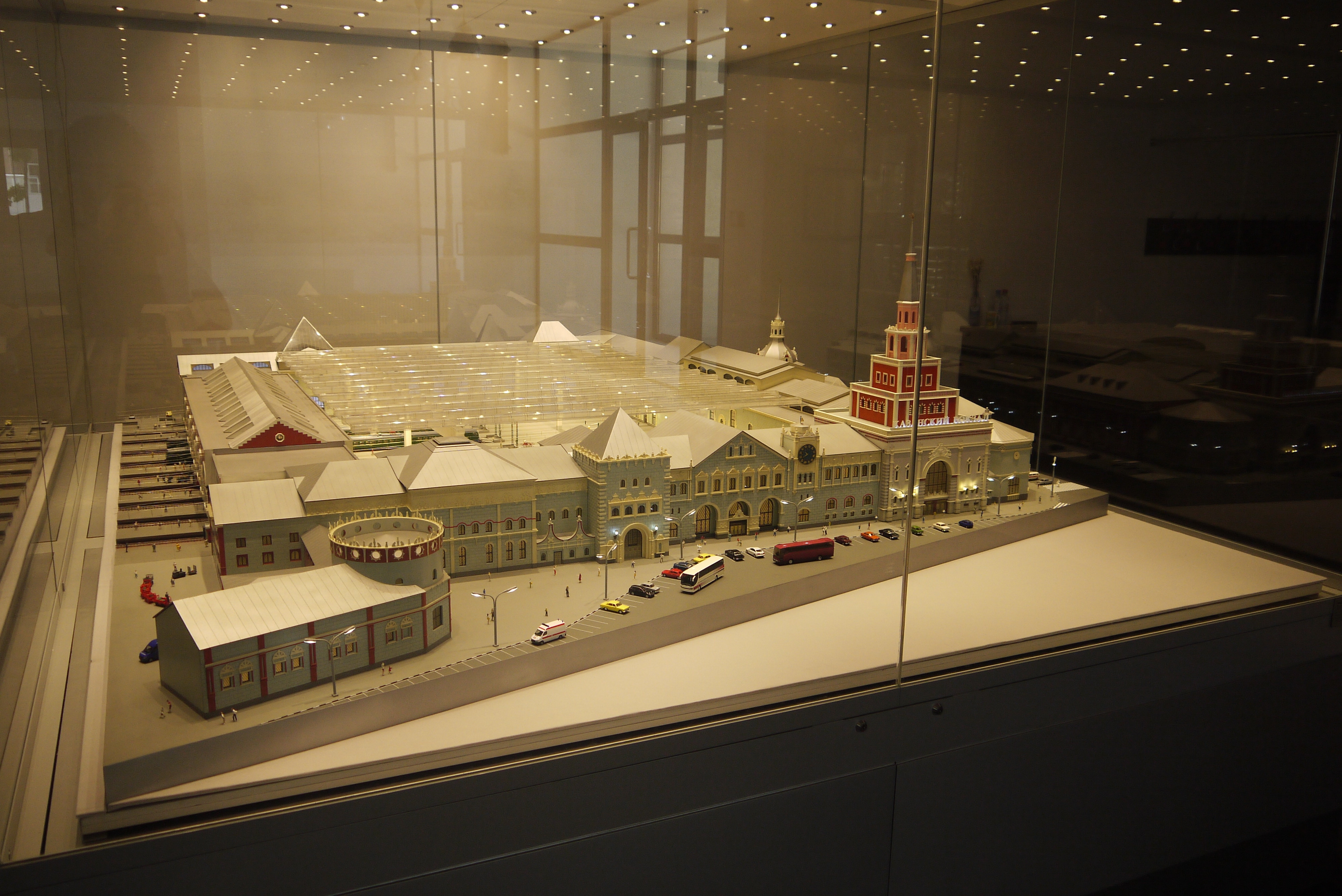
Model of Kazansky station at the Museum of the Moscow Railway at Paveletsky Rail Terminal, Moscow
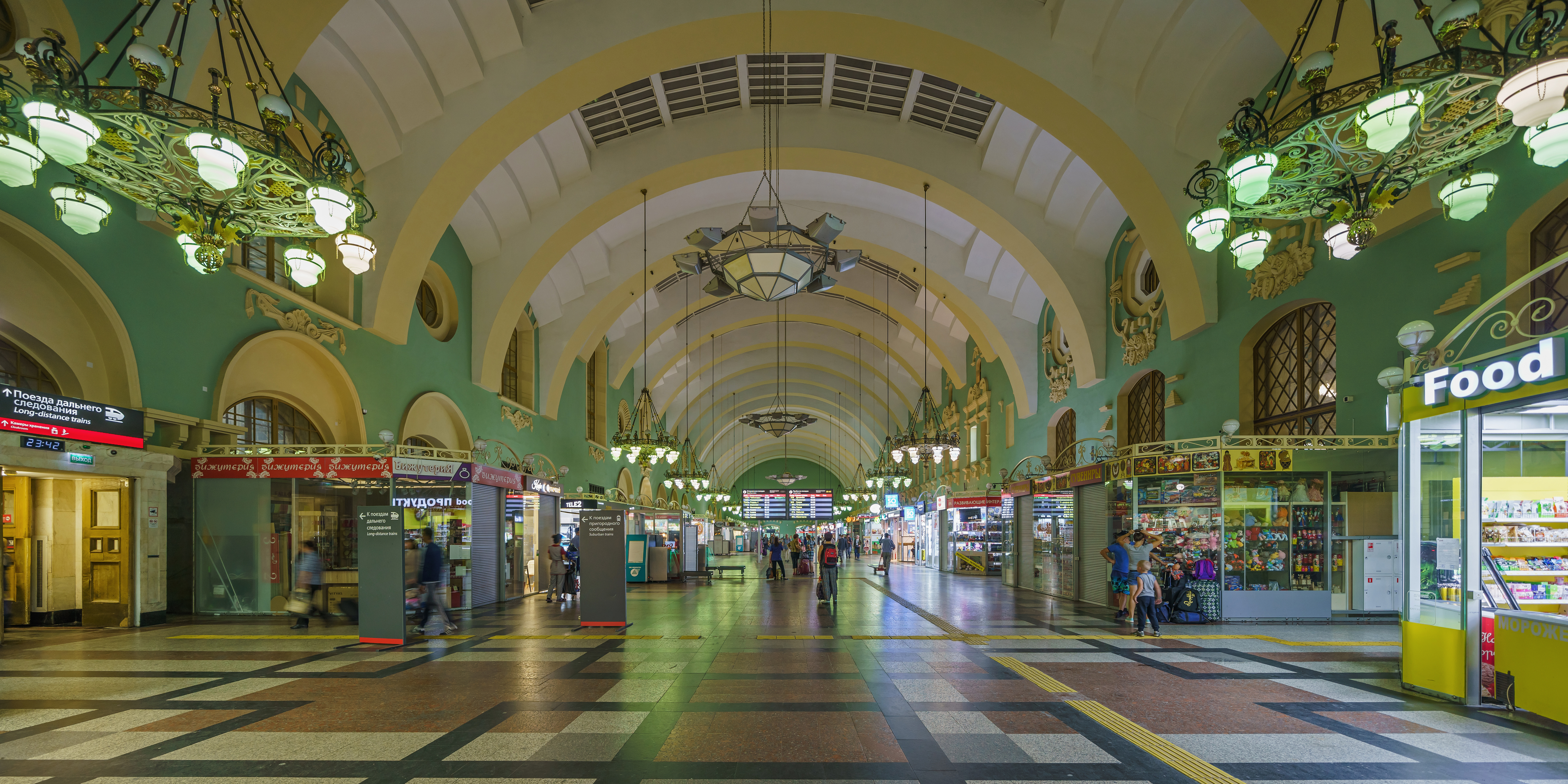
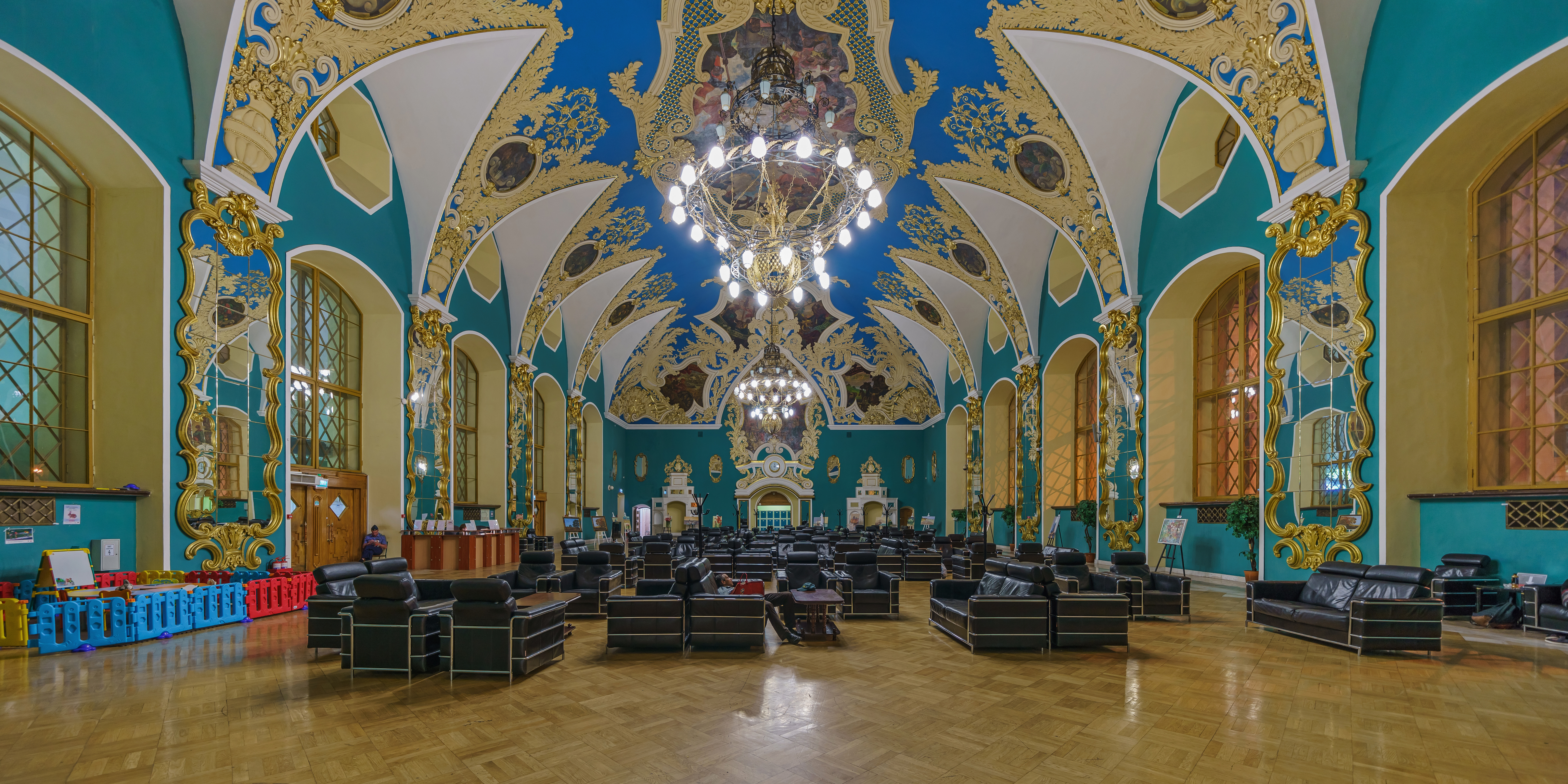
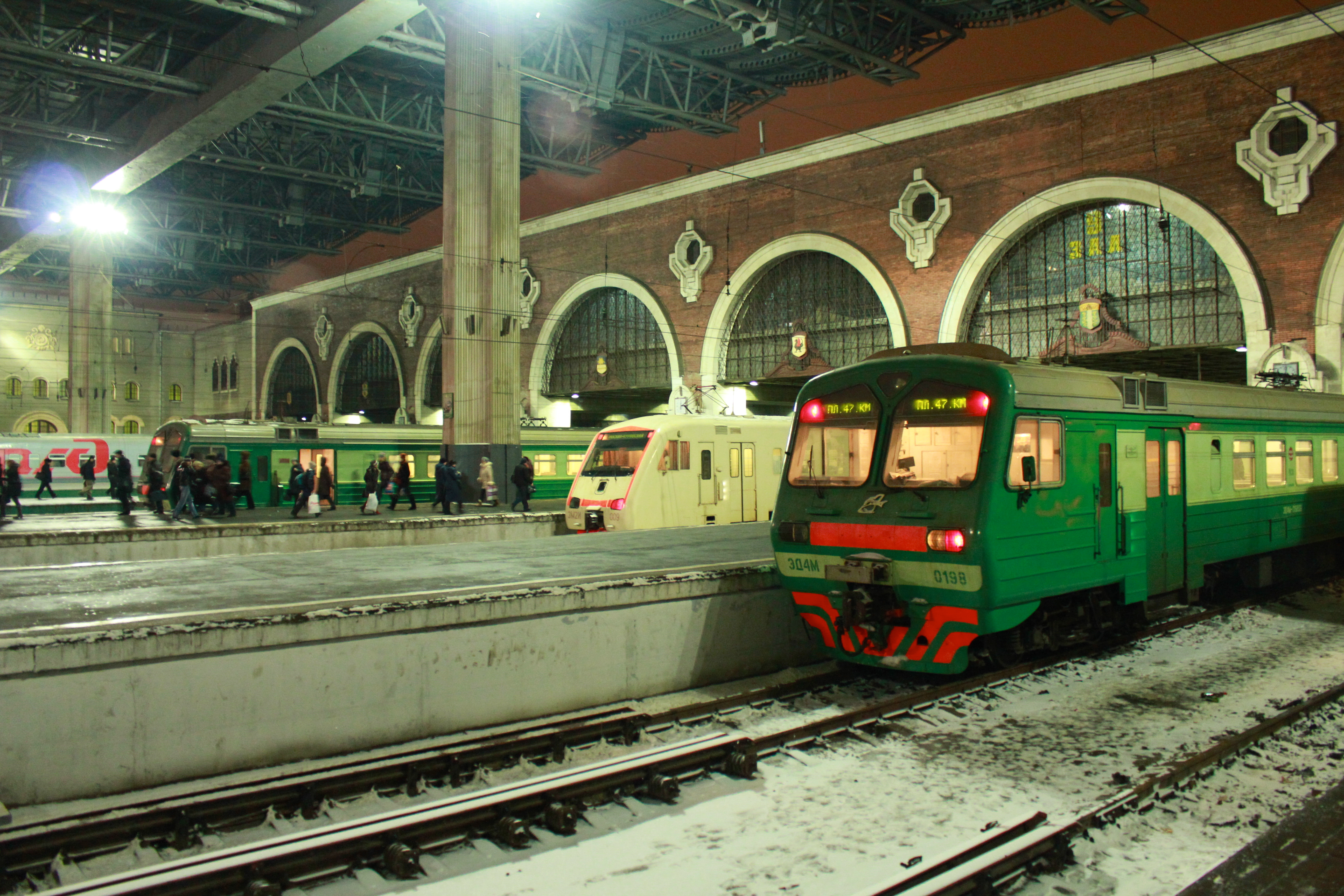